# Хёинг, Карл
Карл Хёинг (нем. Karl Höing, ? — 1923) — немецкий шахматист. Многолетний президент Дюссельдорфского шахматного клуба и шахматной федерации Рейнской провинции.
Участвовал в нескольких конгрессах Западногерманского шахматного союза. Высшее достижение — финал в 3-м конгрессе (Дюссельдорф, 1863 г.). Хёинг победил в 1-м и 2-м кругах, но в финале проиграл М. Ланге и В. Паульсену.

## Спортивные результаты
| Год  | Город       | Соревнование                                     | + | − | = | Результат | Место |
| ---- | ----------- | ------------------------------------------------ | - | - | - | --------- | ----- |
| 1863 | Дюссельдорф | 3-й конгресс Западногерманского шахматного союза | 2 | 2 | 0 | [ 1 ]     | 3     |
| 1864 | Дюссельдорф | 4-й конгресс Западногерманского шахматного союза | 0 | 1 | 0 | [ 2 ]     | [ 3 ] |
| 1865 | Эльберфельд | 5-й конгресс Западногерманского шахматного союза |   |   |   | [ 4 ]     | [ 5 ] |